# Luísa Cândida
Luísa Cândida ou Luiza Cândida de Jesus (Braga, 1838 — Lisboa, 7 de outubro de 1891) foi uma atriz portuguesa do século XIX.

## Biografia
Na obra Diccionario do theatro portuguez (1908), de António de Sousa Bastos, é referido que Luísa Cândida foi atriz do Teatro D. Fernando, Teatro do Príncipe Real, Teatro da Rua dos Condes e Teatro das Variedades. Chegou a ter algum prestígio no público, por ser formosa e ter desembaraço. Fazia na perfeição personagens do Norte e sua pronúncia e sotaque com muita graça. Fazia maioritariamente papeis de lacaia.
Estreou-se como atriz profissional a 24 de outubro de 1864 com a opereta em 2 atos Intrigas no bairro, na qual protagonizou a personagem "Joana", uma vendedora de melancias. A peça manteve-se em cena durante tempo considerável e com muita afluência. Constam no seu repertório as peças O afilhado do Marquês (comédia, 1872); Criada (drama, 1874); O ano de 3000 (1876) e A Dama das Camélias (tragédia, na qual representa "Prudência", 1885).
Em abril de 1881, no Príncipe Real, foi protagonista do drama A mulher pirata, peça que foi em seu benefício.
Teve um relacionamento com o ator José Carlos dos Santos, quando ambos eram ainda jovens.
Luísa Cândida faleceu com cerca de 53 anos, vítima de congestão cerebral, a 7 de outubro de 1891, na freguesia da Lapa, em Lisboa, no primeiro andar do número 8 da Travessa das Almas, encontrando-se sepultada no Cemitério dos Prazeres. Nunca casou e consta que deixou uma filha menor, de nome Isaura, que a própria inseriu no teatro.